# Trecasali
Trecasali (Tricasè in dialetto parmigiano) è una frazione di 3 413 abitanti del comune di Sissa Trecasali, in provincia di Parma. Fino al 31 dicembre 2013 costituiva un comune autonomo.

Posizione dell'ex comune di Trecasali nella provincia di Parma

## Storia

### Simboli
Lo stemma e il gonfalone di Trecasali erano stati concessi con decreto del presidente della Repubblica del 5 marzo 1959.
Lo stemma sembra derivare da un timbro di epoca napoleonica, quando molte comunità usarono indistintamente l'insegna imperiale al posto di uno stemma proprio.
Il gonfalone era un drappo partito d'azzurro e di bianco.

## Monumenti e luoghi d'interesse
- Chiesa parrocchiale di San Michele Arcangelo, costruita nel XVIII secolo e consacrata nel 1931

## Società

### Evoluzione demografica
Abitanti censiti

## Amministrazione
Di seguito è presentata una tabella relativa alle amministrazioni che si sono succedute in questo comune.
| Periodo        | Periodo         | Primo cittadino  | Partito                    | Carica  | Note   |
| -------------- | --------------- | ---------------- | -------------------------- | ------- | ------ |
| 3 luglio 1985  | 5 giugno 1990   | Gianni Bertoncin | Partito Comunista Italiano | Sindaco | [ 11 ] |
| 25 giugno 1990 | 24 aprile 1995  | Gianni Bertoncin | PDS, PCI                   | Sindaco | [ 11 ] |
| 24 aprile 1995 | 14 giugno 1999  | Luciano Aiolfi   | centro-sinistra            | Sindaco | [ 11 ] |
| 14 giugno 1999 | 14 giugno 2004  | Luciano Aiolfi   | centro                     | Sindaco | [ 11 ] |
| 14 giugno 2004 | 8 giugno 2009   | Nicola Bernardi  | lista civica               | Sindaco | [ 11 ] |
| 8 giugno 2009  | 1º gennaio 2014 | Nicola Bernardi  | lista civica               | Sindaco | [ 11 ] |